# C'est toujours oui quand elles disent non
Pour plus de détails, voir Fiche technique et Distribution.
C'est toujours oui quand elles disent non (I Will, I Will... for Now) est une comédie romantique américaine réalisée par Norman Panama et écrit par Albert E. Lewin, sortie aux États-Unis en 1976 et en France en 1977.

## Synopsis
Le mariage de Les (Elliott Gould) et Katie (Diane Keaton) Bingham est en grande difficulté. Après s'être déjà séparés une fois, les deux conjoints se donnent à présent une nouvelle chance. Mais le cadre dans lequel ils vivent ne les rendent pas heureux. La chambre de leur appartement de New York est source de conflits. Les le trouve froid et Katie trop ferme. Avec leurs disputes récurrentes, c'est alors 
l'occasion idéale pour Lou Springer (Paul Sorvino), un avocat plutôt romantique, de séduire Katie.
Voyant bien que Springer tourne autour de sa femme, Les va décider de partir avec elle en Californie rejoindre une thérapie de groupe pour couples en difficulté. Avant de s'en aller, Katie humilie Lou Springer puis fait le voyage avec son mari. Malgré des rapports compliqués, le couple trouve tout de même une solution et se réconcilie.

## Fiche technique
- Titre original : I Will, I Will... for Now
- Titre francophone : C'est toujours oui quand elles disent non
- Réalisation : Norman Panama
- Scénario : Albert E. Lewin, Norman Panama
- Production : George Barrie (en) et C. O. Erickson
- Société de production : Brut Productions
- Photographie : John A. Alonzo
- Musique : John Cameron
- Montage : Robert Lawrence
- Décors : Bob Signorelli
- Costumes : Dorothy Jeakins
- Durée : 107 minutes
- Pays de production :  États-Unis
- Langue originale : anglais
- Formats : Couleur - 2.35: 1 - 35 mm
- Genre : comédie romantique
- Dates de sortie : 
  - États-Unis : 18 février 1976
  - France : 4 mars 1977

## Distribution
- Elliott Gould : Les Bingham
- Diane Keaton (VF : Evelyn Séléna) : Katie Bingham
- Paul Sorvino (VF : Roger Carel) : Lou Springer
- Victoria Principal (VF : Monique Thierry) : Jackie Martin
- Robert Alda (VF : William Sabatier) : Dr Magnus
- Warren Berlinger : Steve Martin
- Madge Sinclair : Dr Williams
- Candy Clark : Sally Bingham
- Carmen Zapata : Maria
- George Tyne (en) : Dr Morrison
- Helen Funai : Miss Ito
- Sheila Rogers (VF : Paule Emanuele) : Miss Donovan
- Michele Clinton : Hildy
- Lou Tiano (VF : Philippe Dumat) : Ted Davis
- Alvin Lum : Un employé de l'aéroport
- Charles Hebert : Le jogger
- James Brown : L'employé au bureau des réservations
- David Bowman : Le chauffeur
- Andy Murphy : Le portier de l'appartement de Katie
- Sel Skolnick : Le portier de l'appartement de Lou
- Renata Vanni : La réceptionniste
- Catherine Jacoby : Une secrétaire